# Nobby Island
Nobby Island är en ö i Australien. Den ligger i delstaten South Australia, omkring 170 kilometer sydväst om delstatshuvudstaden Adelaide. 
Genomsnittlig årsnederbörd är 801 millimeter. Den regnigaste månaden är juni, med i genomsnitt 146 mm nederbörd, och den torraste är januari, med 22 mm nederbörd.